# Pustý hrad (Zvolen)
Pustý hrad (též starý Zvolenský hrad nebo Starý Zvolen) je hradní komplex v katastrálním území města Zvolen nad soutokem Hronu a Slatiny v nadmořské výšce 475 – 571 metrů. Skládá se ze dvou hradních celků: dolního a horního hradu. Mezi nimi se nachází tzv. spojovací část dlouhá téměř 400 metrů, kterou v části u Dolního hradu tvoří 206 metrů dlouhá zeď. Celková rozloha Pustého hradu je 7,6 ha. Je pátým největším hradem na Slovensku a svojí rozlohou patří mezi nejrozsáhlejší hradní zříceniny i ve střední Evropě.

## Dějiny
Dlouholetý archeologický výzkum Václava Hanuliaka na horním hradě (v letech 1992 – 2008) jednoznačně dokázal existenci staršího pravěkého kamenozemního valu, na kterém byla postavena středověká hradba. V zásypu valu se nacházel střepový materiál především z pozdní doby bronzové. Kromě nálezů lužické kultury se zde našly i střepy kyjatické kultury. Strategické postavení kopce bylo využito i v pozdní době kamenné, svědčí o tom nálezy Bádenské kultury. Historické osídlení dokládají spony a keramika z doby laténské. Na severozápadním svahu horního Pustého hradu se v roce 1944 našel poklad předmětů z doby bronzové. Byl uložen pod osm metrů vysokou skálou. Samotný nález má však i svou novodobou historii. Po nalezení partyzány v roce 1944, byl pravděpodobně rozdělen na několik částí. Zatím poslední část tohoto depotu byla objevena v roce 2001. První sezóna výzkumu na dolním hradě v roce 2009 prokázala existenci staršího pravěkého valu pod západní linií jeho středověkého opevnění. Původně měl kamenozemní konstrukci a v jeho zásypu se nachází keramika výhradně z pozdní doby kamenné. Na nádvoří dolního hradu jsou potvrzeny nálezy i z mladší a pozdní doby bronzové.

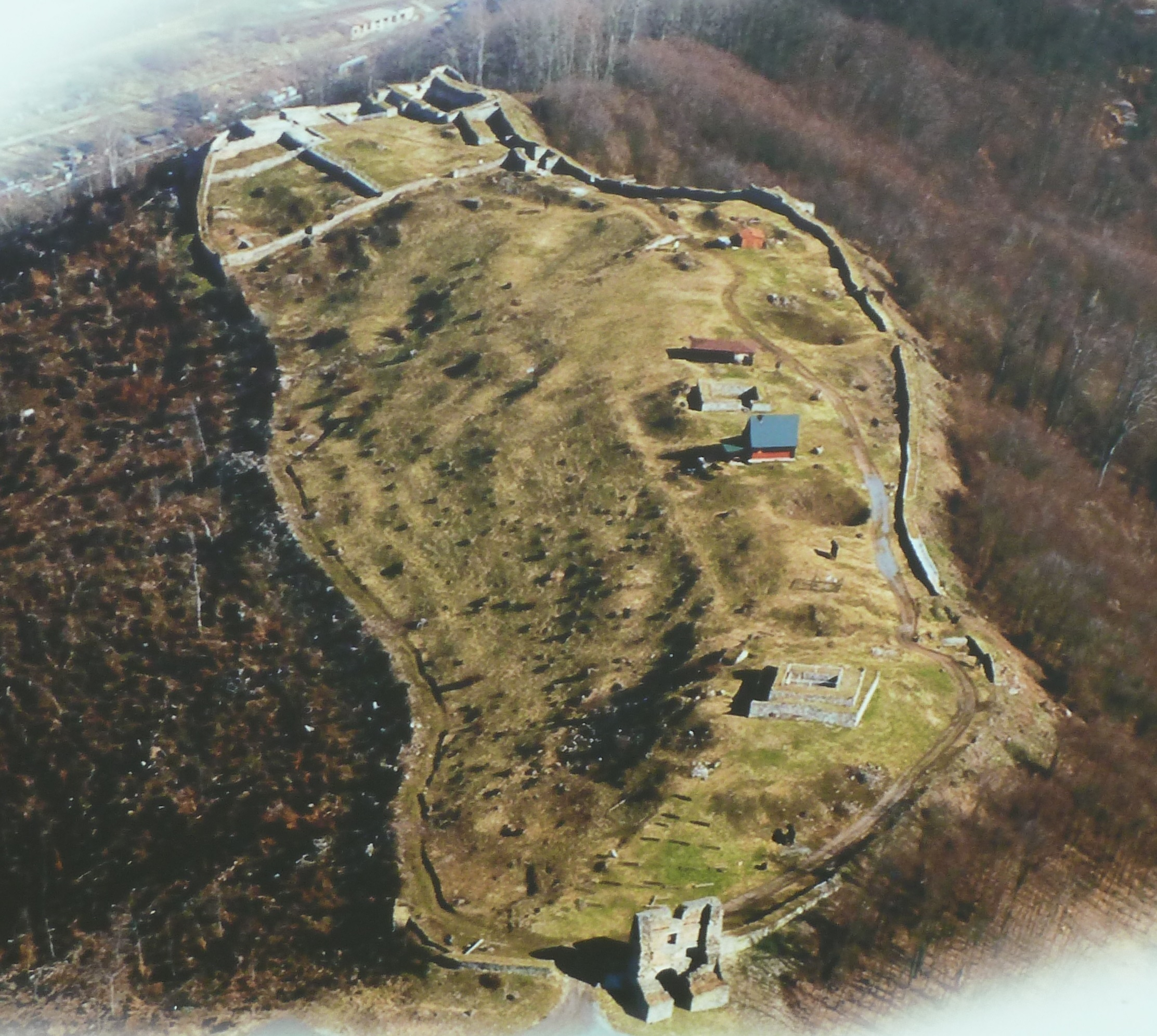

Nejstarší středověkou stavbou na Pustém hradě je věž královského komitátního hradu z 12. století. Spolu s příslušejícím opevněním se nachází na nejvyšším místě hradního kopce – na kótě 571 metrů. Nejstarší zprávu o Zvolenském (Pustém) hradě obsahuje vyprávěcí pramen nazývaný Gesta Hungarorum (Činy Maďarů), napsaný na počátku 13. století. Po mongolském vpádu vzniklo na pustém hradě velké útočištní opevnění. Jeho výstavbu organizoval kamenický mistr Bertold. V roce 1255 mu panovník Béla IV. za provádění prací na královských hradech daroval majetek vyňatý zpod královského hradu Zvolen (castro nostro de Zolum).
Je pravděpodobné, že v tomto období vzniklo opevnění na horním (3,5 ha) i dolním hradě (0,65 ha), a byla vybudována i obranná zeď v sedle pod dolním hradem (dlouhá 206 metrů). Z tohoto období pochází věž č. 2 na horním hradě a je velmi pravděpodobné, že i donjon dolního hradu. Ten se s půdorysem 20 × 20 metrů řadí mezi největší stavby rezidenčního typu ve střední Evropě. Spolu s hlavní vstupní branou horního hradu je zároveň nejzachovalejší architekturou na pustém hradě. Gotická stavební etapa na pustém hradě je datována od konce 13. století až do první třetiny 14. století. K vstupní bráně horního hradu byla tehdy přistavěna čtyřpodlažní věž. Severovýchodně od obytné věže č. 2 byla vybudována obranná bašta a k ní příslušející příčná hradba. Takto vzniklo předhradí při vybudování dalšího hradu jako samostatné obranné a obytné jednotky v rámci horní polohy Pustého hradu. Župní hrad z konce 13. století byl vestavěn do jeho severního cípu. Jeho výstavba souvisí s rodem Balašovců, se župany Demeterem a Dončem. Proto se tato část pracovně nazývá Dončův hrad. Disponuje samostatným opevněním, palácem, předpalácovým objektem, cisternou a celé nádvoří bylo upraveno pomocí teras. Tyto terasy využili v první polovině 15. století jiskrovská vojska, když si na nich vybudovali přízemní obytné objekty.
Zánik hradu Zvolen je datován do poloviny 15. století, do období válečných střetů mezi Janem Huňadym a Janem Jiskrou z Brandýsa. Písemný pramen z roku 1451 uvádí, že Starý Zvolen vypálil Ján Huňady. Poslední stavbou vybudovanou na pustém hradě byla vartovka postavena v posledním desetiletí 16. století.
Archeologický výzkum zde od roku 2009 realizuje Archeologický ústav Slovenské akademie věd v Nitře, vysunuté pracoviště Zvolen.

## Hrad v současnosti
V dnešních časech můžeme vidět:

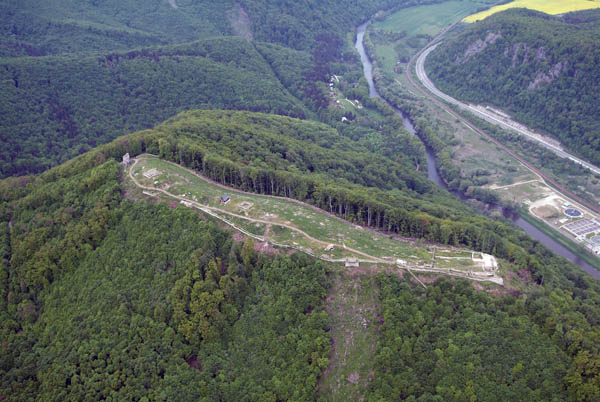
Letecký pohled

- věž a vstupní bránu na Dolním hradě,
- věž komitátního hradu a věž 2. na Horním hradě, baštu na Horním hradě,
- vreál tzv. Dončova hradu na Horním hradě,
- hlavní vstupní bránu na Horním hradě.

Na hrad se dá dostat z hlavní železniční stanice ve Zvolenu po modré turistické značce a naučné stezce.